# Piekarskie Góry
Piekarskie Góry (również Góry Piekarskie, właściwie Piekarska Góra, niem. Beckersberg, Bäckerberg) – teren obejmujący zniwelowane wydmowe wzniesienie na Bydgoskim Przedmieściu w Toruniu. Obszar ten rozciąga się od ul. Kraszewskiego do ul. Słowackiego w linii północ-południe oraz od ul. Matejki do ul. Sienkiewicza w linii wschód-zachód. Wzniesienie zostało wyrównane przed 1832 rokiem, w ramach rozbudowy Twierdzy Toruń.
W 1914 roku władze Torunia zaproponowały, by na skraju Piekarskich Gór i lasu, na odcinku między ul. Konopnickiej i Matejki, utworzyć miasto ogród. Władze miasta przygotowały również koncept budowy miasta ogrodu z drugiej strony Piekarskich Gór. Inny projekt (przy przedłużeniu ul. Matejki, od ul. Gałczyńskiego do ul. Balonowej) zaproponował Thorner Gemeinnützige Gartenstadt Gesellschaft (pol. Toruńska Spółdzielnia Miasto Ogród). Wybudowane miasta ogrody miały utworzyć niepełny pierścień wokół Piekarskich Gór.
Nazwa wywodzi się od pieców piekarskich ówcześnie należących do piekarzy mieszkających na ulicy Piekary. Piece przeniesiono w czasach nowożytnych w celu ochrony Starego Miasta przed pożarami. Podział gruntów na Piekarskich Górach zakończono w XVIII wieku. Miejsce to było wykorzystywane przez obce wojska atakujące Toruń. Obecnie pełni w tym miejscu znajduje się park, a także willa Kleintje.
Piekarskimi Górami błędnie nazywa się obszar wydmowy, którego prawidłowa nazwa to Przednie Góry Zajęcze.